# Kaita (Hiroshima)
Pour les articles homonymes, voir Kaita.
Kaita (海田町, Kaita-chō) est un bourg du district d'Aki, situé dans la préfecture d'Hiroshima, au Japon.

## Géographie

### Localisation
Kaita est situé dans le sud-ouest de la préfecture d'Hiroshima, au bord de la baie de Hiroshima.

### Municipalités limitrophes
| Hiroshima         | Hiroshima | Hiroshima |
| baie de Hiroshima | Kaita     | Kumano    |
| Saka              | Hiroshima | Kumano    |

### Démographie
Au 1er août 2014, la population de Kaita s'élevait à 28 473 habitants répartis sur une superficie de 13,81 km2. En octobre 2024, la population était de 30 851 habitants.

## Histoire
Le territoire actuel de Kaita faisait partie de l’ancienne province d’Aki. Le nom de lieu « Kaita » est apparu pour la première fois dans les archives vers la fin de l'époque de Heian, lorsqu'il y avait un manoir appartenant à la famille impériale appelé « Kaita-sō » qui a existé jusqu'à l'époque Nanboku-chō. Un village appelé « Kaitaichi » s'est développé autour de l'embouchure de la rivière Seno et est devenu une station du San'yōdō, la route qui reliait le Kinai à Kyūshū.
Le bourg de Kaitaichi et le village d'Okukaita sont créés le 1er avril 1889 à la suite de la mise en place du système des municipalités modernes. Ils fusionnent le 30 septembre 1956 pour former l'actuel bourg de Kaita.

## Transports
Le bourg de Kaita est desservi par les lignes Sanyō et Kure de la JR West à la gare de Kaitaichi.